# Middle England
Middle England ist ein Begriff der politischen Soziologie, der sich im Allgemeinen auf Menschen der Mittelschicht oder unteren Mittelschicht in England bezieht, die von eher traditionellen Überzeugungen geprägt sind.

Der Begriff wird auch in Überschneidung zur Bezeichnung der geografischen Region der englischen Midlands verwendet, sowie durch den Titel Middle England des gleichnamigen Romans des englischen Autors Jonathan Coe aufgegriffen.

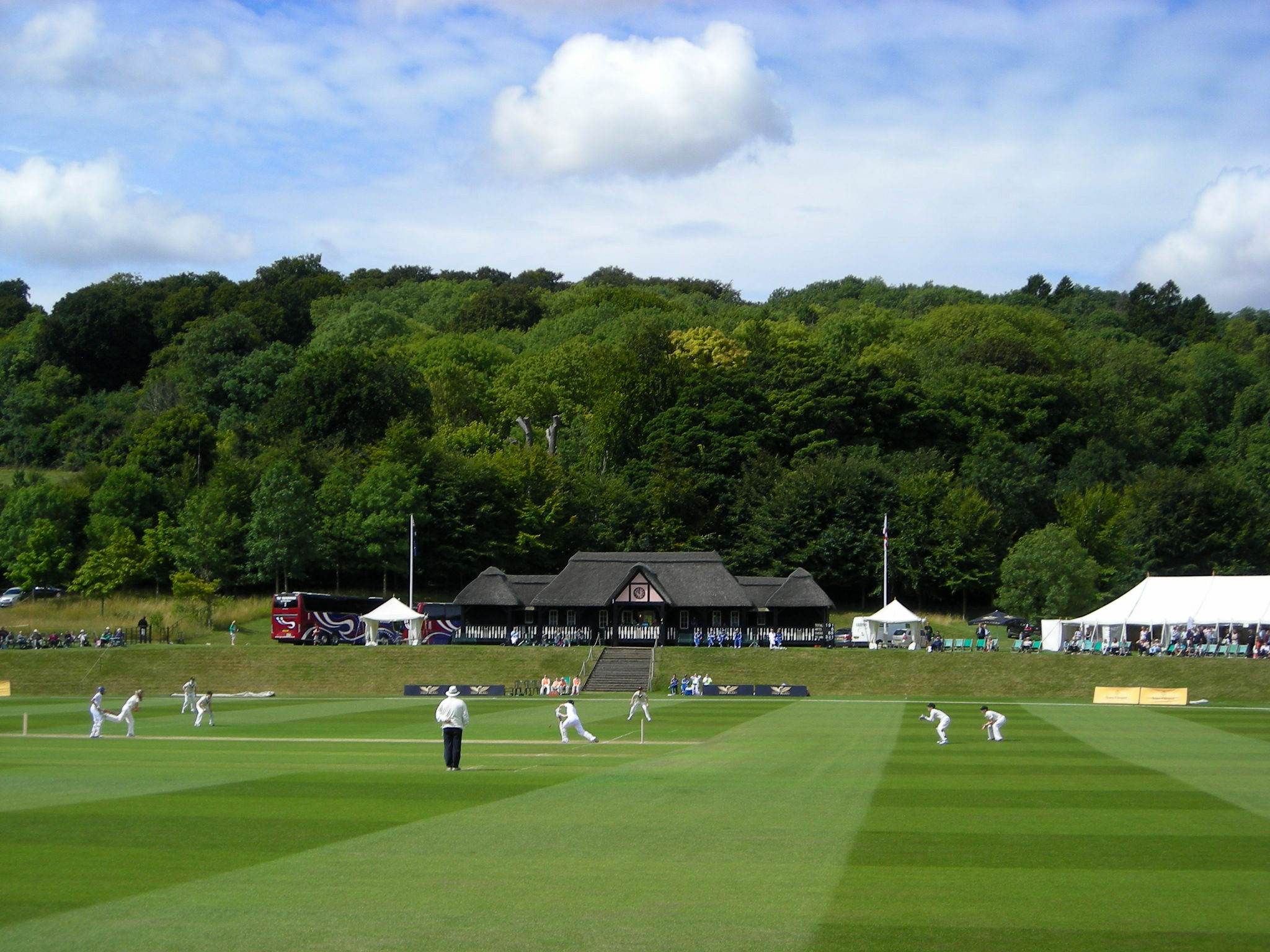
Typisch englische Aktivitäten wie Cricket-Spiele entsprechen in der volkstümlichen Vorstellung dem Bild von Middle England

## Ursprünge
Die Ursprünge des Begriffs „Middle England“ sind unbekannt. Der Schriftsteller Ian Hislop stellte fest, dass der Britische Premierminister Lord Salisbury diesen Ausdruck im Jahr 1882 benutzte, der Ausdruck aber in jener Zeit keine weitere Verwendung fand. Der moderne Gebrauch dieses Begriffs wird Margaret Thatcher zugeschrieben, die nach Angabe des Historikers David Cannadine, diesen Ausdruck als politisches Schlagwort einführte, in dem sie Richard Nixons Konzept des „Middle America“ übernahm.

## Heutiger Gebrauch

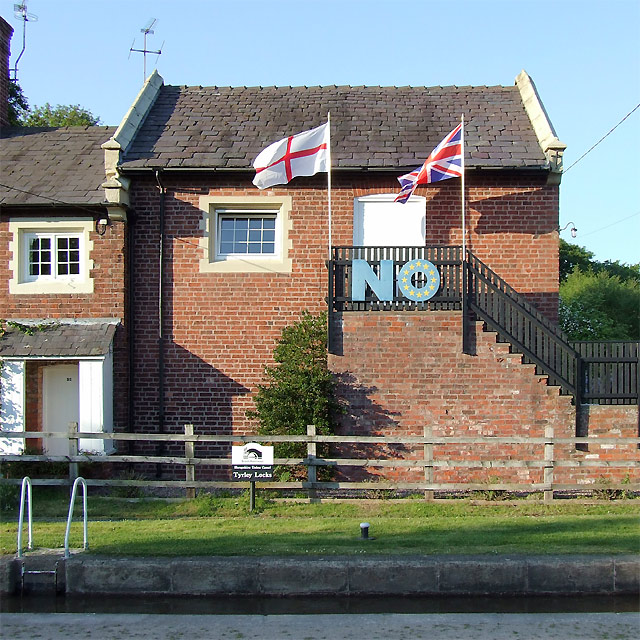
Die Ansichten der Bevölkerungsgruppe, die Middle England ausmacht, wie Euroskeptizismus, werden als sehr einflussreich betrachtet.

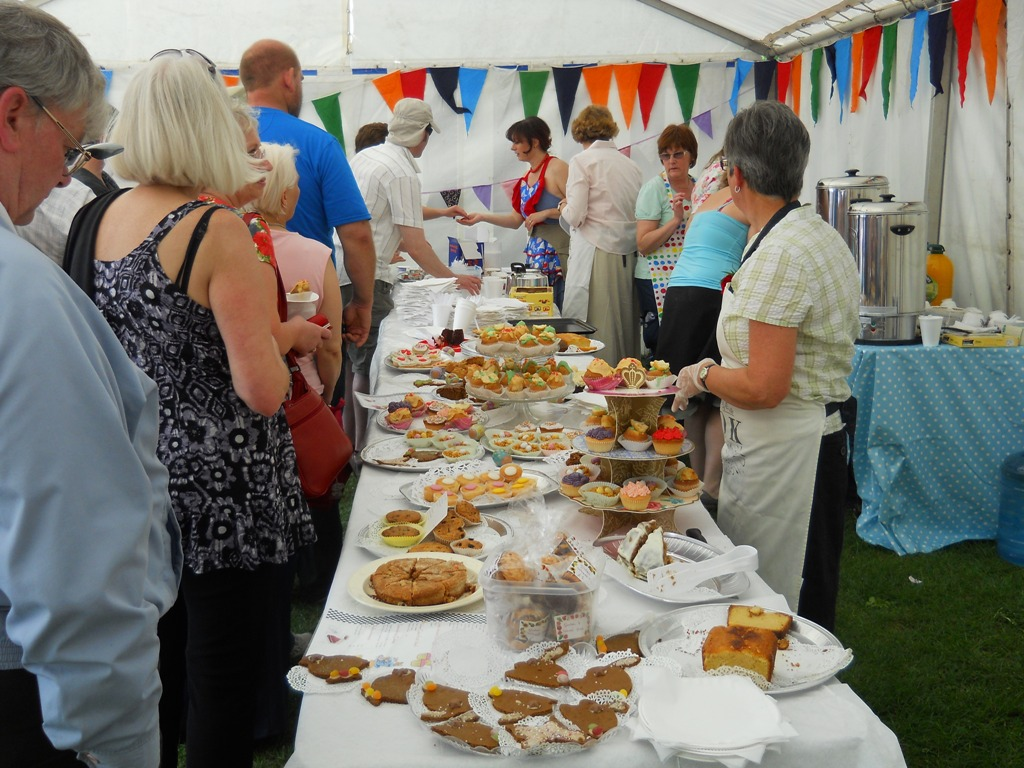
Die Frauenorganisation Women’s Institute ist mit dem Konzept von Middle England stark verbunden.

Die hauptsächliche Bedeutung des Begriffs ist heutzutage eine politische oder soziologische, wie es auch für die Begriffe „amerikanische Mittelklasse“ oder „australische Mittelklasse“ der Fall ist. Sie bezeichnet vor allem die Mittelschicht oder untere Mittelschicht des ländlichen Englands, hat aber auch Anklänge an „Deep England“ (siehe entsprechenden Begriff in englischsprachiger Wikipedia). John Majors Rede aus dem Jahr 1993 wird oft zitiert, durch die romantische Bilder von ländlichen Cricket-Partien, Ale, Vorstadtgärten, und „alten Jungfern, die durch den Morgennebel zur Heiligen Kommunion radeln“ hervorgerufen werden, wobei er sich auf einen Ausspruch George Orwells bezog.
Obwohl sich Middle England in dem hier beschriebenen Sinn nicht auf eine konkrete geographische Region bezieht, kann es als Verweis auf die Vorstädte in Südengland und den Midlands verstanden werden, die durch Kleinstädte gekennzeichnet sind, sowie die Metropolregion, die Vorstadtgegenden im Nordwesten Londons, die von der Metropolitan Line der London Underground angefahren werden. Die BBC beschrieb die in Kent gelegene Stadt Tunbridge Wells als die „spirituelle Heimat“ von Middle England, mit besonderem Bezug auf die volkstümliche Charakterisierung „Abgestoßen von Turnbridge Wells“, dem Sinnbild eines imaginären, aufgebrachten Leserbriefschreibers (ähnlich dem deutschen Wutbürger). In Betonung des Fehlens eines geographisch genau bestimmbaren Ortes, stellte der Schriftsteller Nick Inman die Wesensverwandtschaft von Middle England zu J. R. R. Tolkiens Mittelerde heraus: „Wir wissen alles darüber, außer wo es liegt.“